# 2,2-Dimetil-1-propanol
2,2-Dimetil-1-propanol ou Álcool neopentílico é o álcool primário isômero do pentanol cuja estrutura dos átomos de carbono é a mesma do neopentano.